# Кенийско-польские отношения
Кенийско-польские отношения являются двусторонними отношениями между Кенией и Польшей. Оба государства являются членами ООН и Всемирной торговой организации.

## История
С 1942 по 1944 год 18 000 польских беженцев прибыли в кенийский портовый город Момбаса. Беженцы были частью большого исхода числом от 320 000 до миллиона польских эвакуированных, которые были изгнаны из Польши Советским Союзом во время Второй мировой войны и отправлены в восточные части Советского Союза, в том числе в Сибирь. С помощью армии Андерса приблизительно 110 000 польских эвакуированных бежали из Советского Союза в Персию, и 18 000 из этих беженцев были отправлены в Восточную Африку.
Когда польские беженцы прибыли в Момбасу, многих из них отправили на близлежащие британские территории Родезии, Танзании и Уганды. Из беженцев, которые остались в Кении, они были отправлены в поселения в Макинду, Манире, Найроби, Ньяли и Ронгай. Беженцы будут оставаться в Кении до 1949 года, когда многие из них будут переселены в Австралию, Канаду и Великобританию.
В 1945 году Польша восстановила свою независимость после войны. 12 декабря 1963 года Кения получила независимость от Великобритании, а 13 декабря 1963 года Польша признала Кению и установила дипломатические отношения с ней. В 1964 году Польша открыла постоянное посольство в Найроби.
Первоначально отношения между обеими странами в основном осуществлялись на многосторонних форумах, таких как Организация объединённых наций. Вскоре после установления дипломатических отношений несколько сотен граждан Кении поедут в Польшу, чтобы учиться в польских университетах на государственные стипендии. В июне 2014 года обе страны подписали Меморандум о взаимопонимании для расширения торговли. С 2016 года Кения является одним из главных приоритетов Польши в оказании помощи в целях развития.

## Визиты на высшем уровне
Визиты на высшем уровне из Кении в Польшу
- Министр иностранных дел Калонзо Мусьока (1995)
- Министр торговли Мухиса Китуи[англ.] (2004)
- Заместитель министра иностранных дел Ричард Оньонка[англ.] (2010)

Визиты на высшем уровне из Польши в Кению
- Министр иностранных дел Кшиштоф Скубишевский (1993)
- Заместитель министра иностранных дел Богуслав Залески (2002)
- Министр иностранных дел Влодзимеж Цимошевич (2004)
- Заместитель министра иностранных дел Витольд Ващиковский (2007)
- Министр иностранных дел Радослав Сикорский (2009)
- Заместитель министра иностранных дел Гражина Бернатович (2010)

## Транспортное сообщение
Между Момбасой и Варшавой есть прямые сезонные рейсы с LOT Polish Airlines.

## Торговля
В октябре 2014 года Восточноафриканское сообщество (которое включает в себя Кению) и Европейский союз (включающий в себя Польшу) заключили соглашение о свободной торговле. Соглашение о свободной торговле ещё не вступило в силу. В 2015 году товарооборот между Кенией и Польшей составил 109,8 млн долларов США.
Кенийский экспорт в Польшу включает: чай, консервированные ананасы, срезанные цветы, кофе, рыбу и сумки из сизаля. Экспорт Польши в Кению включает в себя: текстиль, машины, электронику и транспортные средства. В 2017 году Польша открыла торговое представительство в Найроби.

## Дипломатические миссии
- Кения аккредитована в Польше через своё посольство в Риме, Италия.[8]
- Польша имеет посольство в Найроби.[9]